# 布赫科格爾山 (普拉布奇山)
47°02′17″N 15°22′29″E / 47.037994°N 15.37483°E

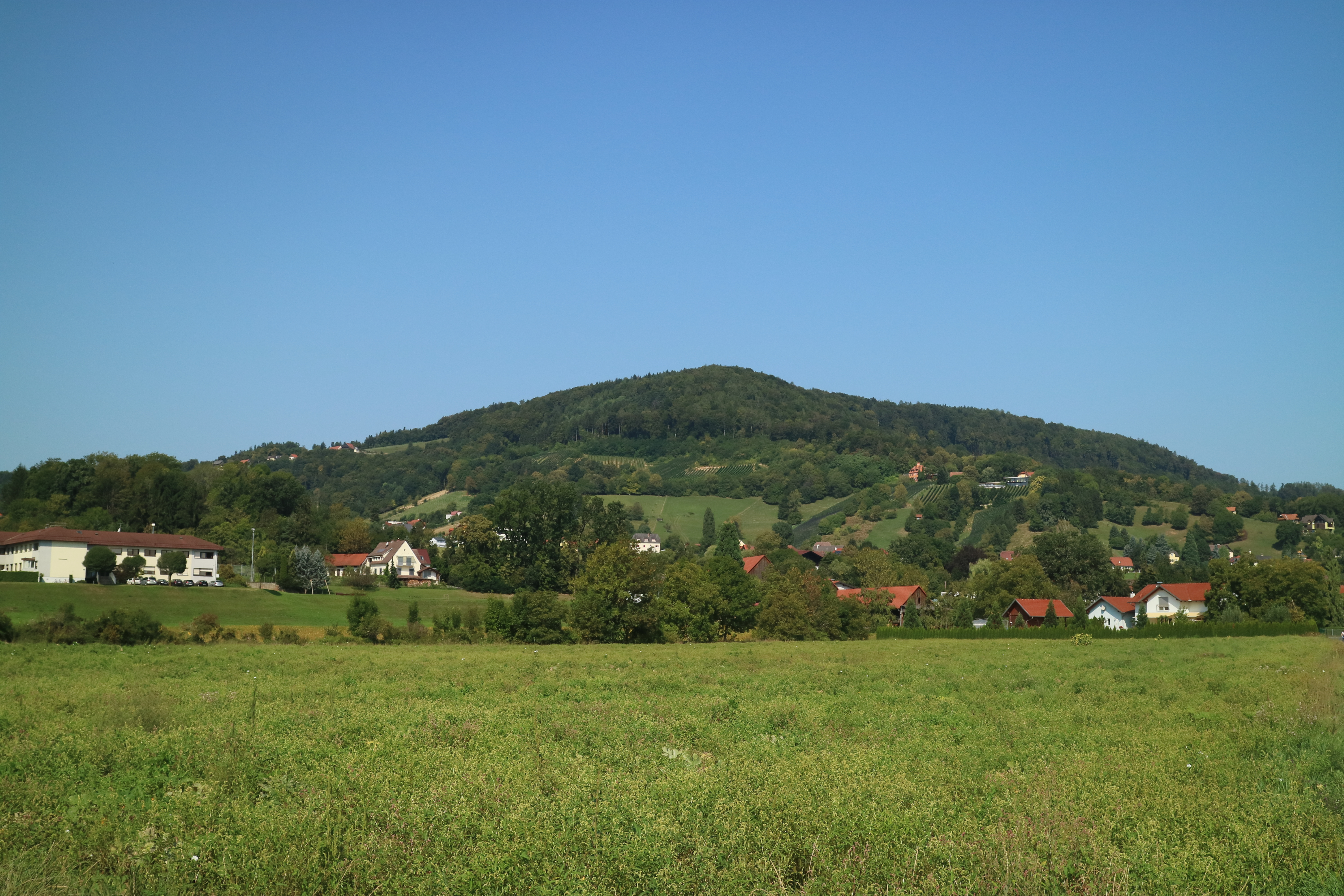

布赫科格爾山（德語：Buchkogel），是奧地利的山峰，位於該國東南部，由施泰爾馬克州負責管轄，屬於普拉布奇山的一部分，海拔高度656米，每年平均降雨量1,546毫米。